# HMS Erebus (1826)
Pour les autres navires du même nom, voir HMS Erebus.
Le HMS Erebus est un navire de la Royal Navy armé en 1826 et abandonné en 1848. Son épave a été retrouvée en septembre 2014.

## Expédition Ross en Antarctique

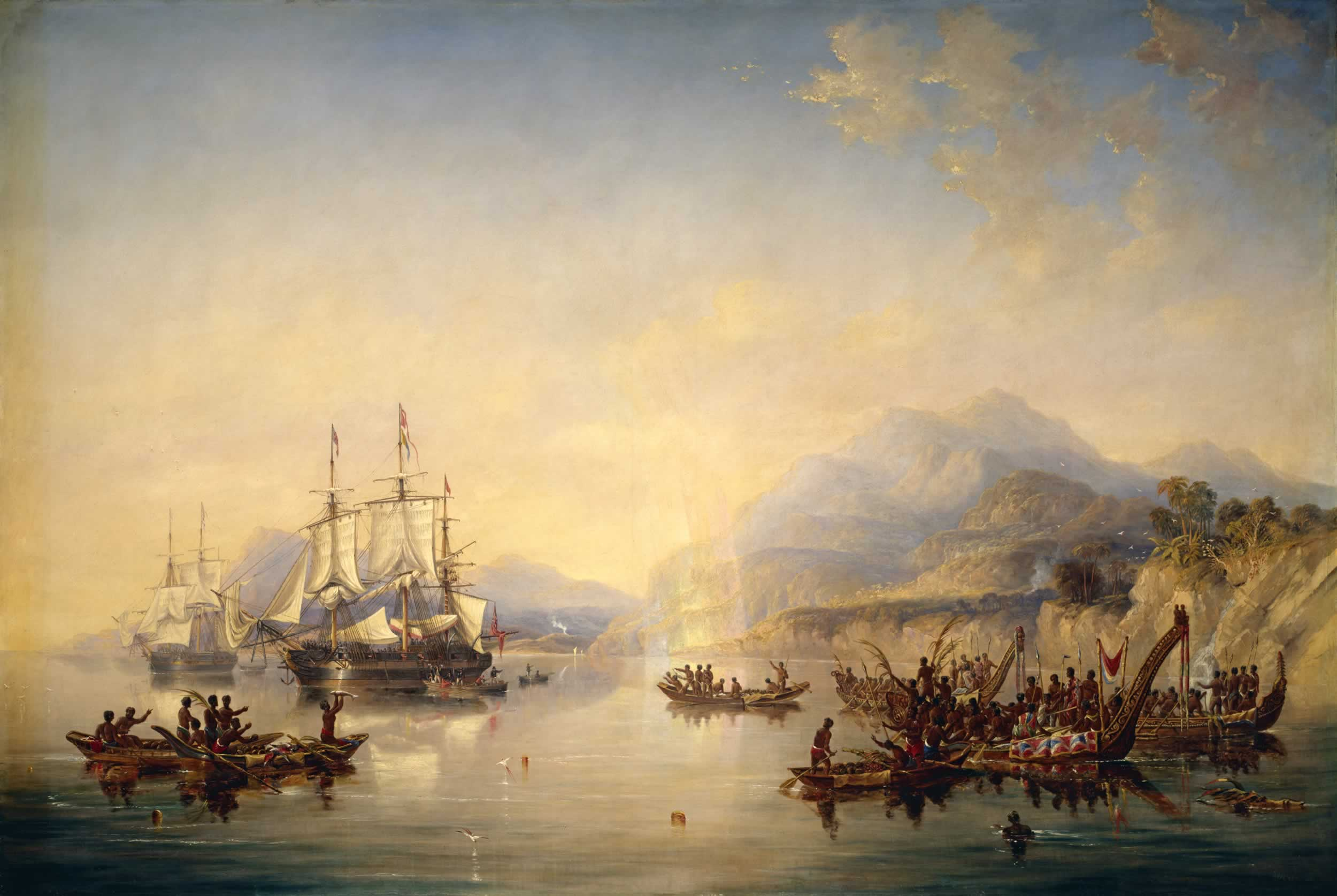
L'Erebus et le Terror en Nouvelle-Zélande, août 1841

L'Erebus sert deux ans en Méditerranée, puis est réaménagé en navire d'exploration de l'Antarctique. Le 21 novembre 1840, il quitte la Tasmanie en compagnie du HMS Terror, sous le commandement du capitaine Ross. En janvier 1841, les deux équipages découvrent la terre Victoria puis l'île de Ross, et procèdent à une reconnaissance des lieux. Ils donnent à différentes zones remarquables les noms de personnalités britanniques, et à deux volcans de l'île de Ross ceux de Mont Erebus et Mont Terror. Ils découvrent ensuite la grande barrière de Ross, c'est-à-dire le front d'une plateforme de glace, et la suivent vers l'est avant de devoir rentrer en Tasmanie. L'exploration se poursuit en 1842 puis en 1843, et recueille de nombreuses données magnétiques, botaniques et ornithologiques.

## Expédition Franklin en Arctique
Pour leur expédition suivante en Arctique sous le commandement du capitaine Franklin, l'Erebus et le Terror sont équipés de machines à vapeur provenant de deux locomotives et embarquent une réserve de charbon suffisante pour douze jours de navigation. Leurs coques sont renforcées par des plaques de fer. L'objectif de l'expédition est de recueillir des données magnétiques et de reconnaître le passage du Nord-Ouest. Les navires quittent Londres le 19 mai 1845 et sont vus pour la dernière fois dans la baie de Baffin en août.
La disparition de l'expédition déclenche un effort de recherche massif mais le destin de l'expédition n'est révélé qu'à partir de 1853, grâce notamment aux témoignages recueillis auprès des Inuits par John Rae. Les deux navires ont été pris par les glaces et abandonnés par leurs équipages. Les 135 hommes sont tous décédés, de saturnisme, pneumonie, dysenterie ou botulisme. Ceux qui ont essayé de marcher vers le sud sont morts d'hypothermie, du scorbut voire de faim. Les témoignages des Inuits puis l'autopsie des corps momifiés et des squelettes retrouvés à la fin du XXe siècle ont révélé un recours au cannibalisme.

## Découverte et exploration de l'épave
L'épave de l'Erebus a été retrouvée le 7 septembre 2014 à 11 mètres de profondeur à l'aide d'un véhicule sous-marin télécommandé,,, et la cloche du navire récupérée. Une expédition est alors programmée pour avril-mai 2015 : après qu'on a percé la banquise, particulièrement épaisse à cet endroit, les plongeurs de la marine du Canada et les archéologues disposeront de onze jours pour explorer l'épave,.
Le site de la découverte des épaves de l’Erebus et du Terror est le premier lieu historique national à être géré conjointement par les Inuit et Parcs Canada.
Les recherches menées sur l'épave de l'Erebus depuis 2019 ont permis de récupérer plusieurs centaines d'artefacts, et de confirmer l'identité d'un ingénieur qui était à bord du navire.

## Livres sur le sujet
- Christa-Maria Zimmermann, L'Expédition disparue.
- Dan Simmons, Terreur.
- Dominique Fortier, Du bon usage des étoiles.
- William T. Vollmann, Les Fusils.